# Pave Gregor 1.
Pave Gregor 1. (ca. 540 – 12. marts 604) var pave fra 590. Han er også kendt som Gregor den Store. Han fremstår som en af de mest indflydelsesrige og betydelige paver i historien.
Gregor 1. stammede fra en gammel romersk patricierslægt og blev tidligt udnævnt til praefectus urbi (præfekt i Rom). Senere gik han i kloster og blev pavelig legat i Konstantinopel 578-585. Med sin stærke personlighed blev han i september 590 indsat som pave efter forlangende af befolkningen i det østgotiske rige.
I den periode var pavestolen en markant politisk faktor, og Gregor var primus motor i våbenstilstanden med langobarderne samt Italiens genrejsning efter Romerrigets sammenbrud. På det religiøse plan var han organisator af Kirkens forvaltning og mission i de vestlige lande, med blandt andet målrettet indsats med udsendelse af munke til Britannien. Desuden skrev han teologiske lærebøger. Han regnes som en af de storekirkefædre) og reformerede liturgien. Han grundlagde en skole for kirkemusikere, og den gregorianske kirkesang er opkaldt efter ham.

## Baggrund
Gregor 1. arvede store ejendomme efter sin far, senator Gordianus, både på Sicilien og centralt i Rom på Celio-højen, et af Roms fornemme villastrøg lige overfor Palatinerhøjen. Han grundlagde på sine sicilianske ejendomme seks klostre, mens hans hjem på Celio-højen blev ombygget til et kloster (viet til Skt. Andreas), som han selv søgte tilflugt i fra 574. Hans mor Silvia blev senere helgenkåret; ligeledes hans to fastre Trasilla og Emiliana. Gregor var tipoldesøn af pave Felix 3., der sagdes at have vist sig for sin efterkommer Trasilla og bedt hende til himlen, før hun døde juleaften.
Gregor havde studeret jura og blev omkring 573 udnævnt af kejseren til bypræfekt i Rom. Livet i klostret beskrev han som sine lykkeligste år; men i 578 sendte pave Pelagius 2. ham i stedet til Konstantinopel som nuntius ved det kejserlige hof i syv år. Da han omsider vendte hjem til Rom, blev han rådgiver for pave Pelagius, der var søn af en goter, og valgt og indviet uden godkendelse fra kejseren. I den tid var Rom hjemsøgt både af truslen om en langobardisk invasion, af sult og pestepidemier; og Pelagius 2. døde som så mange andre, da der igen udbrød pest i byen i 590. I september blev Gregor valgt til hans efterfølger og angiveligt indsat mod sin vilje - det sagdes ofte om de tidlige kirkefædre for at styrke troen på deres fromhed og egnethed.
Ligesom i sin tid pave Leo 1., blev Gregor administrator for det centrale Italien fordi der ikke var nogen anden til opgaven. Da langobarderne indtog landet, organiserede han Roms forsvar mod dem, og underskrev senere fredsaftalen med dem. Ved madmangel indførte og fordelte han korn fra Sicilien.

## Teolog
I sin bog om Jobs Bog skrev Gregor en liste over de syv dødssynder. (Listen blev senere modificeret, og var inspireret av tidligere skrifter af Evagrius Ponticus og Johannes Cassianus.)  Gregor 1. fik gennemslag for indføring af cølibat for hele gejstligheden. Ved ordination af præster måtte de love at afstå fra alt samvær med kvinder. Han var meget streng mod klostre, hvor munkene åbenlyst tog sig af børn, de havde fået. Det sagdes, at Gregor senere blev klar over, at hans forbud var skyld i mange børns død, efter at deres gejstlige fædre blev tvunget til at forstøde dem. Ifølge et brev fra biskop Huldric til pave Nikolaus 1., havde Gregor fået sine tjenere til at tømme en fiskedam. På bunden fandt man angiveligt skeletter efter 6.000 børn, druknet eller på andet vis dræbt.
Han udgav en bog om italienske helgener og relikviekult, som lagde grundlaget for middelalderens folkefromhed med helgener, engle og relikvier. Hans udlægninger om de dødes sjæle lagde grundlaget for senere teologiske udlægninger om skærsilden. 21. september 591 holdt han en prædiken, kendt som "homilie 33", i San Clemente-kirken i Rom. Her skabte han et nyt billede af Maria Magdalene som skøge og synder, idet han påstod, at Jesu discipel Maria fra Magdala (Markusevangeliet kap. 16:9) var den samme kvinde som Lazarus' søster Maria fra Betania og den navnløse kvinde, der vasker Jesu fødder ved banketten hos Simon Farisæeren (Lukasevangeliet kap. 7:37-50). Uden noget bibelsk belæg slog Gregor tre forskellige kvinder sammen til én skikkelse.

## Gregor 1., duen og Engelsborg
En due er Gregors særlige emblem, baseret på to historier. Da han først blev valgt til pave, fortæller legenden, at han gemte sig i en vintønde og senere i en grotte, men hele tiden blev røbet af et himmelsk lys. En hvid due fløj foran dem, der ledte efter ham, og røbede hans gemmested. En anden legende beretter, at da Gregor dikterede sine homilier om Ezekiel, blev et slør trukket mellem ham og hans sekretær. Da paven forholdt sig tavs, skar tjeneren et hul i sløret og kiggede ind til Gregor, som viste sig at have en due siddende på sit hoved. Duen holdt sit næb mellem Gregors læber. Når duen trak næbbet tilbage, talte paven, og sekretæren skrev efter hans diktat; men når han tav, kiggede tjeneren ind igen og så duen sidde med næbbet mellem hans læber.
Da Gregor var nyindsat pave, hærgede pesten voldsomt, og dødsfaldene ville ingen ende tage. Gregor prædikede anger og omvendelse, og ledede folket i optog med bøn og sang. Legenden fortæller, at da optoget krydsede en bro over Tiberen, så de ærkeenglen Mikael stå over kejser Hadrians mausoleum og stikke sit flammesværd i skeden som tegn på, at pesten var overstået. Hadrians mausoleum blev derefter kaldt Castel d'angelo - Engelsborg.

## Gregor i Peterskirken
Efter sin død blev han bragt til Peterskirken, hvor hans relikvier blev flyttet rundt på flere gange. Beda den Ærværdige oplyser, at Gregor på sin gravsten blev benævnt consul Dei - Guds konsul.